# Macintosh IIfx
Il Macintosh IIfx è stato un modello di computer della serie Macintosh commercializzato da Apple dal 19 marzo 1990 al 15 aprile 1992.Quando venne presentato era il più veloce Macintosh disponibile e costava tra 8.970 e 10.970 USD a seconda delle configurazioni.

## Caratteristiche tecniche
Apple dette al computer diversi nome in codice, fra cui "BlackBird", "F-16", "F-19", "Four Square", "IIxi", "Stealth", "Weed-Whacker" e "Zone 5", ma per la stampa il Macintosh IIfx era semplicemente il "Wicked Fast", che può essere tradotto come "dannatamente veloce", per le sue prestazioni. Questo nome in codice era adeguato visto che il computer funzionava a una frequenza di 40 MHz che per allora era molto elevata. Sia il processore (un Motorola 68030) che il bus di sistema funzionavano a 40 MHz, così come il coprocessore matematico di cui era dotato, un Motorola 68882.
Per ottenere la massima velocità di calcolo possibile gli ingegneri Apple dotarono la CPU di una cache di secondo livello di 32 KB ed adottarono tutta una serie di accorgimenti. Il Macintosh IIfx utilizzava un particolare tipo di RAM SIMM con un connettore a 64 bit, più del doppio rispetto ai moduli SIMM a 30 pin adottati nei precedenti modelli, perché strutturata per avere 2 porte di accesso: grazie a ciò poteva essere letta e scritta contemporaneamente. Era dotato di 2 integrati ASIC esplicitamente progettati per velocizzare il computer: essi integravano il core del processore MOS 6502, già usato da Apple sulla linea Apple II, con clock a 10 MHz che si occupavano di alleggerire la CPU dalle operazioni di gestione dell'I/O (porte seriali, porte ADB, porte floppy). Il Macintosh IIfx utilizzava un disco rigido interno di tipo SCSI, un tipo di unità introdotta a partire dal Macintosh Plus, ma per collegare un disco rigido esterno era necessario un terminatore SCSI particolare.
Insieme al Macintosh IIfx, Apple presentò la sua prima scheda video dotata di accelerazione grafica, la 8.24GC: la scheda, acquistabile separatamente, permetteva una risoluzione di 1.152×870 pixel a 256 colori, oppure 16,8 milioni di colori a risoluzioni inferiori; era dotata di 2 MB di RAM espandibile a 10.
Il sonoro era gestito da un coprocessore proprietario capace di generare audio stereofonico a 44.1 kHz con campionatura ad 8 bit e 4 voci. La memoria era composta da 512 KB di ROM contenente il sistema operativo e di 1 MB di RAM da 80 ns espandibile a 128 MB.
Il Macintosh IIfx era il prodotto di punta delle macchine 68030 prodotte da Apple, e rimase il più veloce computer prodotto dall'azienda fino all'introduzione dalla linea Quadra.